# Juan Carlos Aramburu
Juan Carlos Aramburu (11. februar 1912 i Reducción, Argentina – 18. november 2004 i Buenos Aires) var en af Den katolske kirkes kardinaler, og var ærkebiskop af Buenos Aires 1975-1990.
Han blev kreeret til kardinal af pave Pave Paul 6. i 1976.

Han deltog under konklavet august 1978 som valgte pave Pave Johannes Paul 1. og under konklavet oktober 1978 som valgte pave Pave Johannes Paul 2.